# Municipio de Mineral (condado de Barry)
El municipio de Mineral (en inglés: Mineral Township) es un municipio ubicado en el condado de Barry en el estado estadounidense de Misuri. En el año 2010 tenía una población de 861 habitantes y una densidad poblacional de 5,49 personas por km².

## Geografía
El municipio de Mineral se encuentra ubicado en las coordenadas 36°41′2″N 93°44′17″O / 36.68389, -93.73806. Según la Oficina del Censo de los Estados Unidos, el municipio tiene una superficie total de 156.92 km², de la cual 156,74 km² corresponden a tierra firme y (0,12 %) 0,18 km² es agua.

## Demografía
Según el censo de 2010, había 861 personas residiendo en el municipio de Mineral. La densidad de población era de 5,49 hab./km². De los 861 habitantes, el municipio de Mineral estaba compuesto por el 96,98 % blancos, el 0,23 % eran afroamericanos, el 0,35 % eran amerindios, el 0,12 % eran asiáticos, el 0,7 % eran de otras razas y el 1,63 % eran de una mezcla de razas. Del total de la población el 1,63 % eran hispanos o latinos de cualquier raza.